# Мамателашвили, Владимир Георгиевич
Владимир Георгиевич Мамателашвили — советский учёный, доктор ветеринарных наук, профессор.

## Биография
Родился в 1915 году в селе Чумлаки. Член КПСС.
Окончил Грузинский зооветеринарный институт.
В 1941—1946 — заведующий патолого-анатомической лабораторией Грузинского зооветеринарного института.
В 1946—1959 — заведующий кафедрой патологической анатомии Грузинского зооветеринарного института.
В 1959—1975 — директор/ректор Грузинского зооветеринарного института.
В 1975—1983 — заведующий кафедрой патологической анатомии Грузинского зооветеринарного института.
Депутат Верховного Совета Грузинской ССР 7-го созыва. Делегат XXIV съезда КПСС.
Умер в 1983 году в Тбилиси.

## Награды
- Орден Ленина
- Орден Октябрьской Революции
- Орден Трудового Красного Знамени

## Сочинения
- Мамателашвили, Владимир Георгиевич. Патолого-анатомические и гистологические изменения при гематурии /«кровавой моче»/ крупного рогатого скота в Грузинской ССР : диссертация … кандидата ветеринарных наук : 16.00.00. — Тбилиси, 1945. — 114 с. : ил.
- Мамателашвили, Владимир Георгиевич. Материалы по изучению патологии бруцеллеза буйволов : диссертация … доктора ветеринарных наук : 16.00.00. — Тбилиси, 1970. — 541 с. : ил. + Прил. (80 с.).
- Мамателашвили, Владимир Георгиевич. Бруцеллез буйволов [Текст]. — Тбилиси : Ганатлеба, 1974. — 246 с. : ил.; 22 см.
- Джорбенадзе, Аркадий Виссарионович. Техника патологоанатомического вскрытия сельскохозяйственных животных / А. Джорбенадзе, В. Мамателашвили. — Тбилиси : Ганатлеба, 1982. — 263 с. : ил.; 22 см.